# Donna (miniserie televisiva)
Donna è una miniserie televisiva italiana trasmessa in prima visione su Rai 1 nel 1996 con Ottavia Piccolo, Angelo Infanti, Simona Cavallari, Agnese Nano e la partecipazione speciale di Edwige Fenech, per la regia di Gianfranco Giagni.

## Distribuzione
Tratta dallo sceneggiato radiofonico Matilde di Carlotta Wittig, che fu trasmesso da Radio 2 negli anni ottanta, la miniserie è andata in onda su Rai 1 dal 3 marzo al 1º aprile 1996 ottenendo una media di ascolti di 5.932.000  telespettatori. Nel 2008 è stata replicata su RaiSat Premium.

## Trama
La vicenda, ambientata a Ferrara, vede come protagonista Matilde, moglie di un piccolo industriale della zona, Roberto, alle prese con una grave crisi familiare; il figlio Matteo s'innamora della migliore amica di Matilde, Paola, mentre la figlia Nina lascia il marito Fausto e il figlioletto per intraprendere la carriera di modella.
Successivamente Nina s'innamora di Gianfranco Vezze, finanziere di una multinazionale sudamericana in affari con Roberto. Matilde, che si sente trascurata dalla famiglia, decide di allontanarsi per un po' dal marito e, durante la separazione, incontra Enrico, sua fiamma giovanile che vive ad Amburgo, e se ne innamora nuovamente. Quando però Roberto e Nina vengono arrestati e accusati di truffa e spaccio di droga, Matilde non esita a far ritorno. Durante il processo, Matteo viene a sapere da Enrico la vera identità di Vezze e i suoi precedenti in ambito finanziario, ma gli rivela anche che è protetto dalla multinazionale per cui lavora e che dunque per questo diventa difficile incastrarlo, così decide di rivolgersi alla moglie di Vezze, Lisa Longhi, rinchiusa in una clinica psichiatrica, che, sollecitata da lui e da suo padre, andrà a testimoniare in tribunale. Grazie alla testimonianza di Lisa, Roberto verrà scagionato dalle accuse a lui rivolte essendo stato truffato da Vezze, che in realtà è un latitante sotto falso nome per essere rimasto coinvolto anni prima nell'omicidio di un imprenditore a Marsiglia.
In seguito Matteo, dopo aver parlato con Paola, decide di interrompere la relazione per non far soffrire più di tanto la madre, e s'innamora di una sua coetanea. Nina, dopo aver tentato il suicidio in carcere ed essere finita conseguentemente in coma, riallaccia i rapporti con i genitori e torna a convivere con il figlio e il marito, che ha conosciuto un'altra donna, Lucia, mentre Matilde, che nel frattempo si è separata da Roberto dopo un periodo di riflessione e ha dovuto affrontare insieme a Paola lo shock per la scomparsa della loro amica Annamaria, si trasferisce ad Amburgo da Enrico dove potrà vivere serenamente il suo nuovo rapporto sentimentale.

## Curiosità
- Nella quinta e sesta puntata sono stati trasmessi alcuni spezzoni televisivi in cui appariva Mike Bongiorno.
- Nel cast appaiono anche Maria Monsè, Giorgio Tirabassi e Stefania Rocca.

## Accoglienza
I risultati di audience riscontrati per questa miniserie non furono particolarmente elevati, considerando i dati medi della televisione lineare negli anni novanta in Italia. Tuttavia, l'attrice protagonista Ottavia Piccolo dichiarò che era prevedibile che questa fiction non potesse ottenere grandi ascolti, sia perché si trovava ad affrontare il programma Stranamore che all'epoca era al suo apice di successo su Canale 5, sia perché la fiction aveva uno stile e un registro narrativo del tutto inusuale rispetto ai canoni classici delle fiction Rai di quell'epoca. Ottavia Piccolo riconobbe anche che i dialoghi della fiction erano impostati in una maniera poco gradevole, sfiorando i limiti del grottesco, e che tale fiction non avrebbe mai potuto riscuotere il gradimento degli spettatori giovani e del pubblico adulto maschile. La dirigenza di Raiuno, nonostante i risultati poco soddisfacenti, decise comunque di non interrompere la distribuzione in prima visione delle sei puntate, pur riducendone al minimo la promozione e gli spot.
A causa della peculiarità dei contenuti e dello scarso gradimento, la miniserie Donna non ebbe mai nessuna replica né in prima serata né in daytime, ma venne riproposta solo sporadicamente di notte e senza che la sua programmazione figurasse sui giornali. Soltanto RaiSat Premium la distribuì ufficialmente nel proprio palinsensto, con una trasmissione regolare ad orari già prestabiliti e annunciati sulle guide TV.